# 平阳公主 (汉元帝之女)
平阳公主，汉元帝刘奭之女。

## 母
卫婕妤，中山国卢奴人，父亲卫尉卫子豪的长女，汉元帝的婕妤，也是汉元帝的儿媳、中山王刘兴的夫人卫姬的姐姐。

## 生平
刘氏被父亲封为平阳公主，婚嫁情况不详。她外公卫子豪的妹妹是她祖父宣帝的婕妤，生下她三叔楚孝王；中山王刘兴，做了她的三嫂，平阳公主的大哥汉成帝在位时，平阳公主的三哥中山孝王刘兴无子，上以卫氏吉祥，以卫子豪幼女、平阳公主的姨母卫姬嫁给刘兴。元延四年，生下平帝，平阳公主即是汉平帝的姑母，也是汉平帝的姨表姐。